# Флаг Камчатского края
Флаг Камча́тского края — официальный символ Камчатского края Российской Федерации. 17 февраля 2010 года, решением сессии Законодательного Собрания Камчатского края приняты Законы Камчатского края о гербе, флаге и гимне Камчатского края. Официальное поднятие флага состоялось 1 июля 2010 года — в день третьей годовщины образования Камчатского края.

## Описание
Флаг Камчатского края представляет собой прямоугольное полотнище из двух горизонтальных полос: верхней — белого, нижней — лазурного цвета с изображением фигур герба Камчатского края, расположенных в крыже: три разновеликих вулкана чёрным цветом с посеребрёнными вершинами, с выходящим из каждой вершины червлёным пламенем в окружении серебряного дыма. За вулканами червлением по серебру изображено восходящее солнце. Вокруг солнца — национальный орнамент, состоящий из червлёных и лазурных треугольников, обведённых серебряным кантом. Червлёные треугольники расположены на внутренней стороне орнамента и обращены вершинами наружу. Лазурные треугольники — на внешней стороне орнамента и обращены вершинами внутрь.
Отношение ширины флага Камчатского края к его длине — 2:3. Соотношение горизонтальных полос по ширине — 2:1. Отношение площади крыжа к площади флага Камчатского края — 1:4. Отношение высоты фигур герба Камчатского края к ширине флага Камчатского края — 1:6.

Камчатский край образован 1 июля 2007 года в результате слияния Камчатской области и Корякского автономного округа, по результатам референдума, прошедшего 23 октября 2005 года.
Флаг Камчатской области представляет собой прямоугольное полотнище из двух горизонтальных полос: верхней — белого, нижней — синего цвета. Соотношение полос по ширине — 2:1. В крыже расположено изображение фигур герба Камчатской области: огнедышащих сопок и волн; сопки изображены чёрными, с красным пламенем, белыми вершинами, окаймлением по краям и дымом, волны — синими и белыми; белые детали изображения (кроме волн) отделены от белого фона полотнища тонкими синими контурами. Отношение ширины флага к его длине — 2:3.
После объединения регионов, флаг Камчатской области стал флагом Камчатского края.

## Флаги муниципальных образований
На 1 января 2020 года в Камчатском крае насчитывалось 65 муниципальных образований — 3 городских округа, 11 муниципальных районов, 4 городских и 47 сельских поселений.

### Флаги городских округов
| Флаг | Наименование                                                                | Дата утверждения | Номер в ГГР |
| ---- | --------------------------------------------------------------------------- | ---------------- | ----------- |
|      | Флаг Петропавловск-Камчатского городского округа                            | 28 декабря 2015  | 10582       |
|      | Флаг Вилючинского городского округа ЗАТО города Вилючинска Камчатского края | 22 апреля 2011   | 6869        |

| Флаг | Наименование                            | Дата утверждения | Номер в ГГР |
| ---- | --------------------------------------- | ---------------- | ----------- |
|      | Флаг городского округа «посёлок Палана» | 14 апреля 2011   |             |

### Флаги муниципальных округов
| Флаг | Наименование                          | Дата утверждения | Номер в ГГР |
| ---- | ------------------------------------- | ---------------- | ----------- |
|      | Флаг Алеутского муниципального округа | 1 декабря 2008   | 4522        |

### Флаги муниципальных районов
| Флаг       | Наименование                            | Дата утверждения | Номер в ГГР |
| ---------- | --------------------------------------- | ---------------- | ----------- |
|            | Флаг Быстринского муниципального района | 23 марта 2012    | 7612        |
|            | Флаг Елизовского муниципального района  | 18 июня 2010     | 6281        |
|            | Флаг Карагинского муниципального района | 24 ноября 2008   | 4520        |
| нет данных | Флаг Мильковского муниципального района |                  |             |
|            | Флаг Олюторского муниципального района  | 25 июня 2009     | 5728        |

| Флаг | Наименование                                  | Дата утверждения | Номер в ГГР |
| ---- | --------------------------------------------- | ---------------- | ----------- |
|      | Флаг Пенжинского муниципального района        | 12 декабря 2012  | 8136        |
|      | Флаг Соболевского муниципального района       | 9 марта 2006     | 2244        |
|      | Флаг Тигильского муниципального района        | 28 августа 2008  | 4318        |
|      | Флаг Усть-Большерецкого муниципального района | 14 мая 2005      | 1924        |
|      | Флаг Усть-Камчатского муниципального района   | 2 апреля 2003    | 1182        |

### Флаги городских поселений
| Флаг | Наименование                                                                    | Дата утверждения | Номер в ГГР |
| ---- | ------------------------------------------------------------------------------- | ---------------- | ----------- |
|      | Флаг Озерновского городского поселения Усть-Большерецкого муниципального района | 9 сентября 2019  | 12670       |
|      | Флаг Октябрьского городского поселения Усть-Большерецкого муниципального района | 27 октября 2011  | 7341        |

### Флаги сельских поселений
| Флаг | Наименование                                                                   | Дата утверждения | Номер в ГГР |
| ---- | ------------------------------------------------------------------------------ | ---------------- | ----------- |
|      | Флаг Запорожского сельского поселения Усть-Большерецкого муниципального района | 29 августа 2018  | 11987       |
|      | Флаг Ключевского сельского поселения Усть-Камчатского муниципального района    | 3 апреля 2007    | 3262        |
|      | Флаг Козыревского сельского поселения Усть-Камчатского муниципального района   | 22 декабря 2011  | 7533        |

| Флаг | Наименование                                                                | Дата утверждения | Номер в ГГР |
| ---- | --------------------------------------------------------------------------- | ---------------- | ----------- |
|      | Флаг Крутогоровского сельского поселения Соболевского муниципального района | 22 февраля 2011  | 7152        |
|      | Флаг сельского поселения «село Манилы» Пенжинского муниципального района    | 17 августа 2020  | 13127       |
|      | Флаг Начикинского сельского поселения Елизовского муниципального района     | 9 февраля 2012   | 7535        |

### Упразднённые флаги
| Флаг | Наименование                                                                | Дата утверждения | Дата отмены     |
| ---- | --------------------------------------------------------------------------- | ---------------- | --------------- |
|      | Флаг Петропавловск-Камчатского городского округа                            | 18 октября 2006  | 28 декабря 2015 |
|      | Флаг Вилючинского городского округа ЗАТО города Вилючинска Камчатского края | 25 октября 2010  | 22 апреля 2011  |
|      | Флаг Быстринского муниципального района                                     | 12 апреля 2006   | 24 апреля 2006  |

| Флаг | Наименование                           | Дата утверждения | Дата отмены     |
| ---- | -------------------------------------- | ---------------- | --------------- |
|      | Флаг Елизовского муниципального района | 3 марта 2010     | 18 июня 2010    |
|      | Флаг Пенжинского муниципального района | 25 ноября 2008   | 12 декабря 2012 |

### Флаги упразднённых субъектов
| Флаг | Наименование                       | Дата утверждения | Дата отмены |
| ---- | ---------------------------------- | ---------------- | ----------- |
|      | Флаг Камчатской области            | 5 мая 2004       | 1 июля 2010 |
|      | Флаг Корякского автономного округа | 28 июля 1998     | 1 июля 2010 |